# سیارک ۲۱۴۴۰
سیارک ۲۱۴۴۰ (به انگلیسی: 21440 Elizacollins، نامگذاری:1998FB125) بیست و یک هزار و چهارصد و چهلمین سیارک کشف شده‌است که در ۲۴ مارس ۱۹۹۸ کشف شد.
قدر مطلق سیارک برابر ۸.۹ است.